# Robinson család (regény, 1812)
A Robinson család (német eredeti cím: Der Schweizerische Robinson) Johann David Wyss 1812-ben kiadott kalandregénye, amely egy svájci családról szól, akik az ausztráliai Port Jacksonba tartva hajótörést szenvednek a Kelet-Indiákon.
Az író, Johann David Wyss a berni katedrálishoz kötődő lelkész volt. A könyvet fia, Johann Rudolf Wyss szerkesztette, aki az egyik régi svájci himnuszt is írta (Rufst du, mein Vaterland), és egy másik fia, Johann Emmanuel Wyss illusztrálta. A regény célja az volt, hogy írója útmutatót adjon négy fiának a családi értékekről, a gazdálkodásról, a természet hasznosításáról és az önfenntartásról. Ez az attitűd összhangban volt Jean-Jacques Rousseau tanításaival. Sok fejezet tartalmaz keresztény szemléletű erkölcsi leckéket olyan fogalmakról, mint a gazdaságosság, a mezőgazdálkodás, az elfogadás és az együttműködés.
Jules Verne egyik kedvenc könyvének nevezte, sőt 1900-ban megjelent, Új hazában című könyvével folytatta is a történetet. A regénynek számtalan filmfeldolgozása készült, amelyek tipikusan Robinsonnak nevezik a családot, holott ez nem svájci név, és az eredeti műben a könyv műfajára utal (lásd: robinzonád).

## Magyarul
- Robinson család. Regény; ford., átdolg. Fazekas László; Móra, bp., 1969

## Külső hivatkozások
- The Swiss Family Robinson, available at Internet Archive (original edition scanned books with illustrations in color)
- The Swiss Family Robinson, available at Google Books (original edition scanned books with illustrations)
- "A Note on Wyss's Swiss Family Robinson, Montolieu's Le Robinson suisse, and Kingston's 1879 text", by Ellen Moody. Information about the book and its many versions.

## Fordítás
- Ez a szócikk részben vagy egészben  a   The Swiss Family Robinson című angol Wikipédia-szócikk ezen változatának fordításán alapul.  Az eredeti cikk szerkesztőit annak laptörténete sorolja fel. Ez a jelzés csupán a megfogalmazás eredetét és a szerzői jogokat jelzi, nem szolgál a cikkben szereplő információk forrásmegjelöléseként.